# Драгун (биљка)
Драгун (Diospyros lotus L.) зеленкасти абонос или лотос дрво припада роду Diospyros чији назив је сложеница две грчке речи: δῖος (бог) и πυρός (зрно) . Назив на многим језицима доводи се у везу са урмом због укуса плода (енгл. date-plum, руски хурма кавказская, франц. prunier-dattier). 

## Опис врсте
Листопадно брзорастуће дрво које порасте у вис 5-20 m. Развија јако разгранат површински коренов систем и даје велики број коренових изданака. Круна је округласта или купаста. Гранчице су сиве или светлобраон боје, могу имати и лентицеле, голе или мало длакаве. 
Листови су издужени елиптични, 5-14 cm дуги и 2,5-6 cm широки, на петељци дужине око 1 cm; са лица светлозелени и ретко длакави дуж главног нерва; млади листови су длакави са обе стране. У јесен листови не мењају боју. 
Цветови су седећи, четворочлани, правилни, црвенкасти или зеленкастобели. Diospyros lotus је дводома врста и цвета у јуну. 
Плодови су округласте јестиве бобице, пречника 8-16 mm, у почетку зелени, затим светло наранџасти, а потпуно зрели имају сивкастоцрну боју са плавичастим пепељком. Сазревају од августа до новембра. Семе бочно пљоснато, дорзално конвексно, вентрално равно. Семењача танка тамносмеђа, сјајна. Ендосперм рожнат, ембрион крупан. 

## Ареал
Од природе расте од источне Азије до западног Медитерана.

## Биоеколошке карактеристике
Појављује се на осунчаним положајима ивица шума. При већој засени гране изумиру и биљка слабо плодоноси. Најбоље успева на влажном и глиновитом земљишту различите pH вредности. Одговарају му полусеновити или осунчани положаји. Лако се адаптира на земљиште ниске нутритивне вредности. Медоносна је врста.

## Размножавање
Размножава се семеном, а плодоноси сваке године. Клијавост свежег семена 50-70%, семе задржава клијавост две године.

## Значај
Поред употребе у пејзажној архитектури и хортикултури дрво се користи за прављење музичких инструмената, док се плодови користе за прехрамбене производе. Врста је ниског интензитета инвазивности.